# Доротеја (Сучава)
Доротеја (рум. Doroteia) насеље је у Румунији у округу Сучава у општини Фрасин. Oпштина се налази на надморској висини од 544 m.

## Становништво
Према подацима из 2002. године у насељу је живело 891 становника, од којих су сви румунске националности.